# P-Cymène
Le p-cymène est un composé organique aromatique naturellement présent dans certaines plantes, notamment le cumin (d'où provient le nom). De la famille des monoterpènes, sa structure est celle d'un cycle benzénique para-substitué par un groupe méthyle et un groupe isopropyle. Le p-cymène est l'analogue aromatique du p-menthane. Il est inaltérable à l'air, insoluble dans l'eau, mais miscible en toutes proportions dans l'éthanol et l'éther.
Le cymène existe aussi sous deux autres formes, o-cymène lorsque les groupes alkyle sont en position ortho sur le cycle benzénique, et m-cymène lorsqu'ils sont en position méta, mais seul l'isomère para est présent dans la nature.

## Occurrence naturelle
On ne connaît pas le rôle biologique du p-cymène (hormis un certain effet répulsif sur les insectes), mais on le trouve dans de nombreuses plantes. On le trouve notamment en grande quantité chez :
- Dysphania ambrosioides (épazote - 730 à 8 000 ppm dans la plante) ;
- Peumus boldus (Boldo) (6 000 à 7 500 ppm dans les feuilles) ;
- Satureja hortensis (sarriette commune) (300 à 6 000 ppm dans la plante)[7] ;
- papeda de Mélanésie (feuille),

dans les huiles essentielles de :
- cumin (19 % environ) ;
- camphrier (de l'ordre de 8 %) ;
- Echinophora platyloba (22,15 %)[8] ;
- eucalyptus (3 %) ;
- thym (1 à 20 % selon la variété de thym) ;
- arbre à thé ;
- Menta arvensis.

## Chimie
Le p-cymène est un ligand courant du ruthénium. Le composé parent, le [(cymène)RuCl2]2 (ou dimère de dichlorure de (cymène)ruthénium), est un composé demi-sandwich préparé par action du trichlorure de ruthénium sur l'α-phellandrène (un terpène). On connaît aussi un complexe à base d'osmium.
Une quantité significative de p-cymène se forme lors du processus de transformation des terpènes issus du bois.